# Polo nos Jogos Olímpicos de Verão de 1936
Após uma ausência de doze anos, o Pólo retornou ao programa olímpico nos Jogos Olímpicos de Verão de 1936 em Berlim, na Alemanha. Foi a última aparição desse esporte em Olimpíadas, e a coroação do bicampeonato da Argentina.

## Masculino

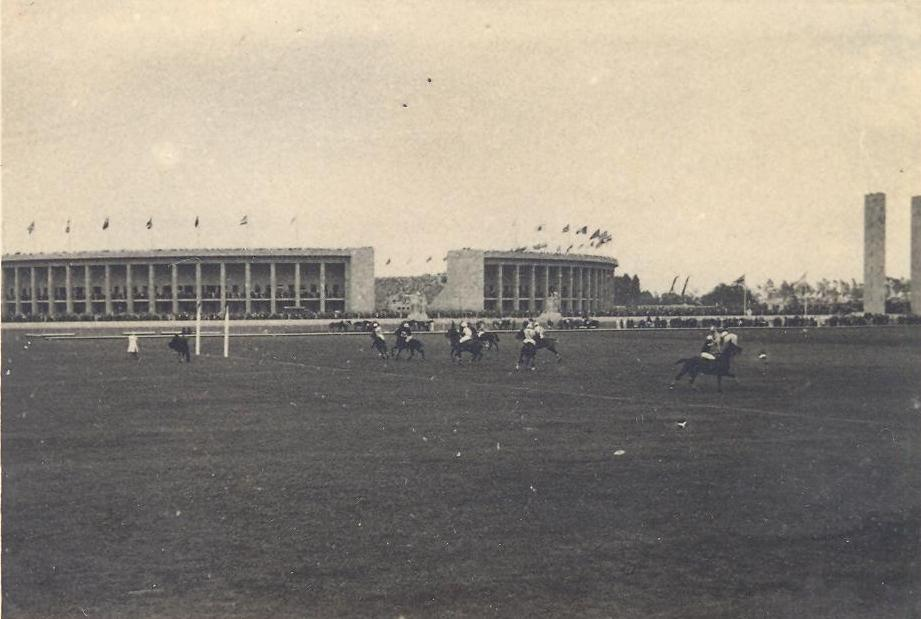
Polo nos Jogos Olímpicos de Verão de 1936

| Ouro                                                                        | Prata                                                                        | Bronze                                                           |
| Argentina (ARG) Luis Duggan Roberto Cavanagh Andrés Gazzotti Manuel Andrada | Grã-Bretanha (GBR) Bryan Fowler William Hinde David Dawnay Humphrey Guinness | México (MEX) Juan Gracia Antonio Nava Julio Muller Alberto Ramos |

Diferente da edição de 1924, onde o torneio de Pólo havia sido realizado no formato de todos contra todos, em 1936 o sistema usado era o de eliminação simples. A Argentina, na primeira fase, enfretou a equipe derrotada no duelo entre Grã-Bretanha e México para poder avançar a final.

### Primeira fase
| 3 de agosto | GBR Grã-Bretanha | 13 | - | 11 | MEX México | May Field |

| 4 de agosto | HUN Hungria | 8 | - | 8 | GER Alemanha | May Field |

| 5 de agosto | ARG Argentina | 15 | - | 5 | MEX México | May Field |

Desempate
| 6 de agosto | HUN Hungria | 16 | - | 6 | GER Alemanha | May Field |

### Disputa pelo bronze
| 8 de agosto | MEX México | 16 | - | 2 | HUN Hungria | May Field |

### Final
| 7 de agosto | ARG Argentina | 11 | - | 0 | GBR Grã-Bretanha | May Field |